# Ling Hee Leong
Ling Hee Leong (en chino simplificado: 林熙隆; en chino tradicional: 林熙隆; en pinyin: Lín Xī Lóng; Perak, 1969) es un político malasio. Fue subdirector de la MCA Youth League de 2005 a 2008. También es el hijo mayor del expresidente de MCA, Ling Liong Sik.
En las elecciones del partido de la MCA de 2005, Ling Hee Leong derrotó a su oponente y fue elegido director adjunto de la Liga Juvenil de la MCA.

## Controversias
Ling Hee Leong causó controversia cuando compró seis empresas cotizadas por RM1.2 mil millones con la ayuda del empresario John Soh Chee Wen de 1996 a 1997. El secretario general de DAP, Lim Kit Siang, presentó un informe a la ACA el 13 de junio de 1997 para investigar si Ling Hee Leong estuvo involucrado en el uso indebido de la influencia política y ministerial de su padre, Ling Liong Sik. El 30 de julio de 2003, la ACA anunció después de una investigación de seis años que Ling Hee Leong no había violado la ley en la adquisición de una empresa que cotiza en bolsa.
El 24 de enero de 2003, un inversionista extranjero presentó un informe policial contra Ling Liong Sik, Ling Hee Leong y el empresario Soh Chee Wen, alegando que el trío le debía 100 millones de ringgit cuando un acuerdo comercial que negociaron fracasó en 1997.